# مجموعة السلطان الناصر فرج بن برقوق
مدرسة و خانقاه الناصر فرج بن برقوق بدأ في بنائها الملك الناصر فرج بن برقوق، سنة 801هـ-1398/1399م، وانتهى منها سنة 813هـ-1410/1411م، وهي بناء ضخم نفذ على أن يخدم أغراضاً هامة متعددة، حيث يضم مدرسة، وجامع فسيح الأرجاء، وتربة لآل برقوق، وخانقاه فخمة. استغرق بناؤها حوالي اثنتي عشرة سنة. وبلغ من اهتمام الناصر فرج بها أنه جعل ما حولها مدينة أخرى عامرة بأسواقها وخاناتها وحماماتها ولكنه مات قبل أن يدرك كل غايته. يقع البناء حالياً بحي العباسية بين شارع صلاح سالم وطريق النصر.

## وصفه

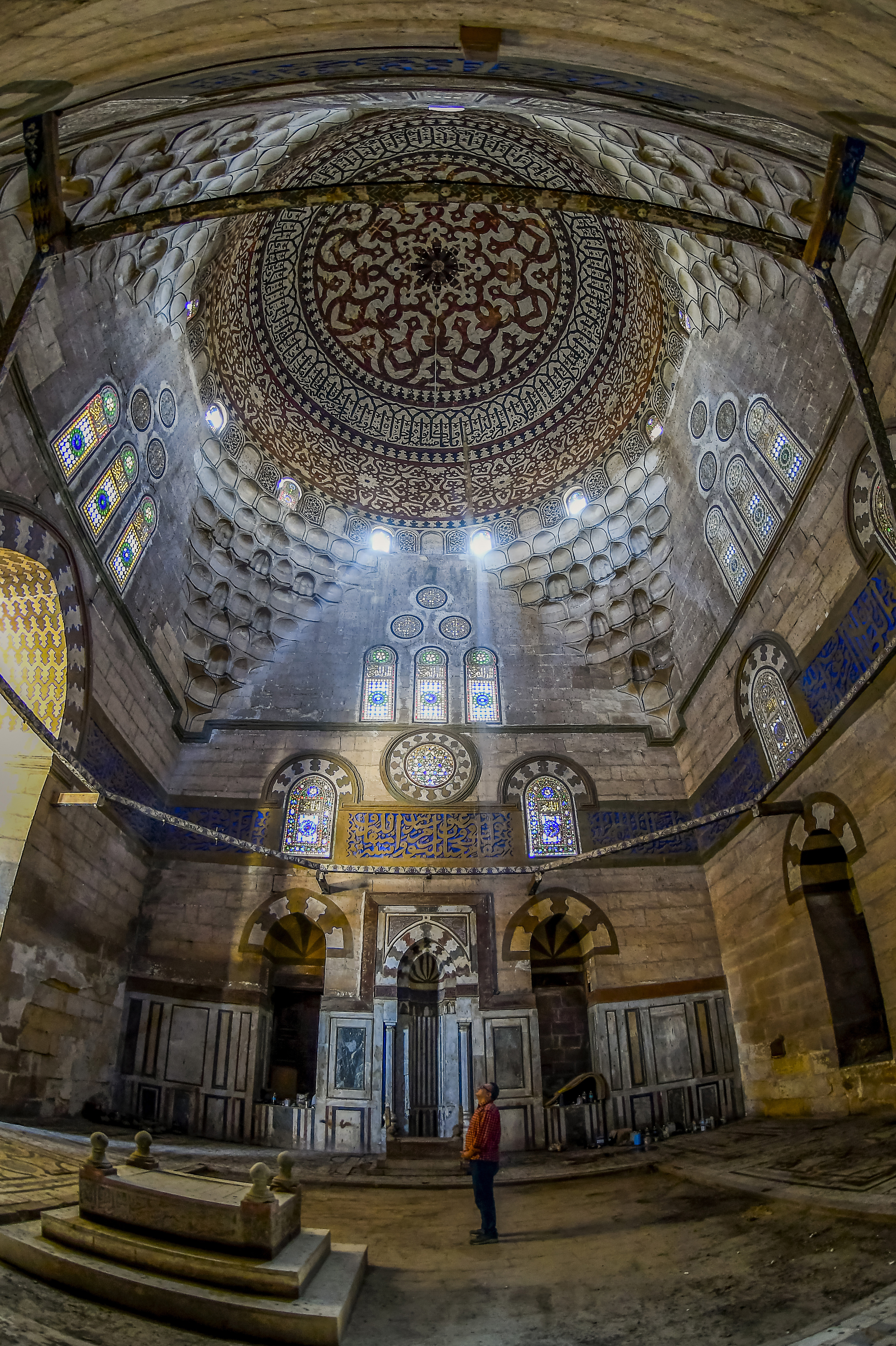
القبة الضريحية

تشغل الواجهة الرئيسية للمدرسة الضلع الغربي للمدرسة ويبلغ طولها 8.85 من المتر وينقسم إلى قسمين الأول يبلغ طوله 5.70 من المتر والثاني يبلغ 2.15 من المتر ويبرز الأول عن الثاني بمقدار 7 أمتار. ويتكون القسم الأول من جدار الإيوان الغربي وواجهة مجموعة السبيل والكتاب، وتتكون واجهة الإيوان الغربي من خمس حنيات مستطيلة يعلوها ثلاثة صفوف من الدلايات ويشغل كل حنية نافذتان: إحداهما سفلية مستطيلة الشكل ومملوءة بمصبعات حديدية ويعلوها عتب فوقه عقد عاتق مكون من صنجات معشقة أما العلوية فمكونة من نافذة قنديلية مملوءة بزخارف جصية معشقة، بزجاج ملون ، ويتوج الواجهة كلها شرافات على شكل ورقة نباتية.
في طرفي هذه المجموعة البحري والقبلي سبيلان يعلوهما مكتبان أنيقان لتحفيظ الأبناء اليتامى القرآن. ومما يزيد الواجهة الغربية جمالاً مئذنتان تقوم إحداهما على يمين المكتب البحري والأخرى على يسار المكتب القبلي. أما الواجهة الشرقية فتتكون من قبتين شامختين متماثلتين رسماً وحجماً تعلو المحراب. وقد حلّيت أسطح القباب بنقوش بارزة متعرجة على شكل دالات نقشت في الحجر.
وقد دفن بالقبة البحرية الملك الظاهر برقوق (ت 801هـ) وأولاده ومنهم المنصور عبد العزيز (ت 809هـ). وفي القبة القبلية ابنة الناصر فرج (ت 887هـ) وخوند حريز (ت 811هـ). وللسلطان فرج بن برقوق زاوية تقع على رأس تقاطع شارع تحت الربع بقصبة رضوان، بناها جمال الدين يوسف الاستادار بأمر السلطان سنة 811هـ (1408) وقد لحق بهذه الزاوية سبيل جميل.

## معرض صور

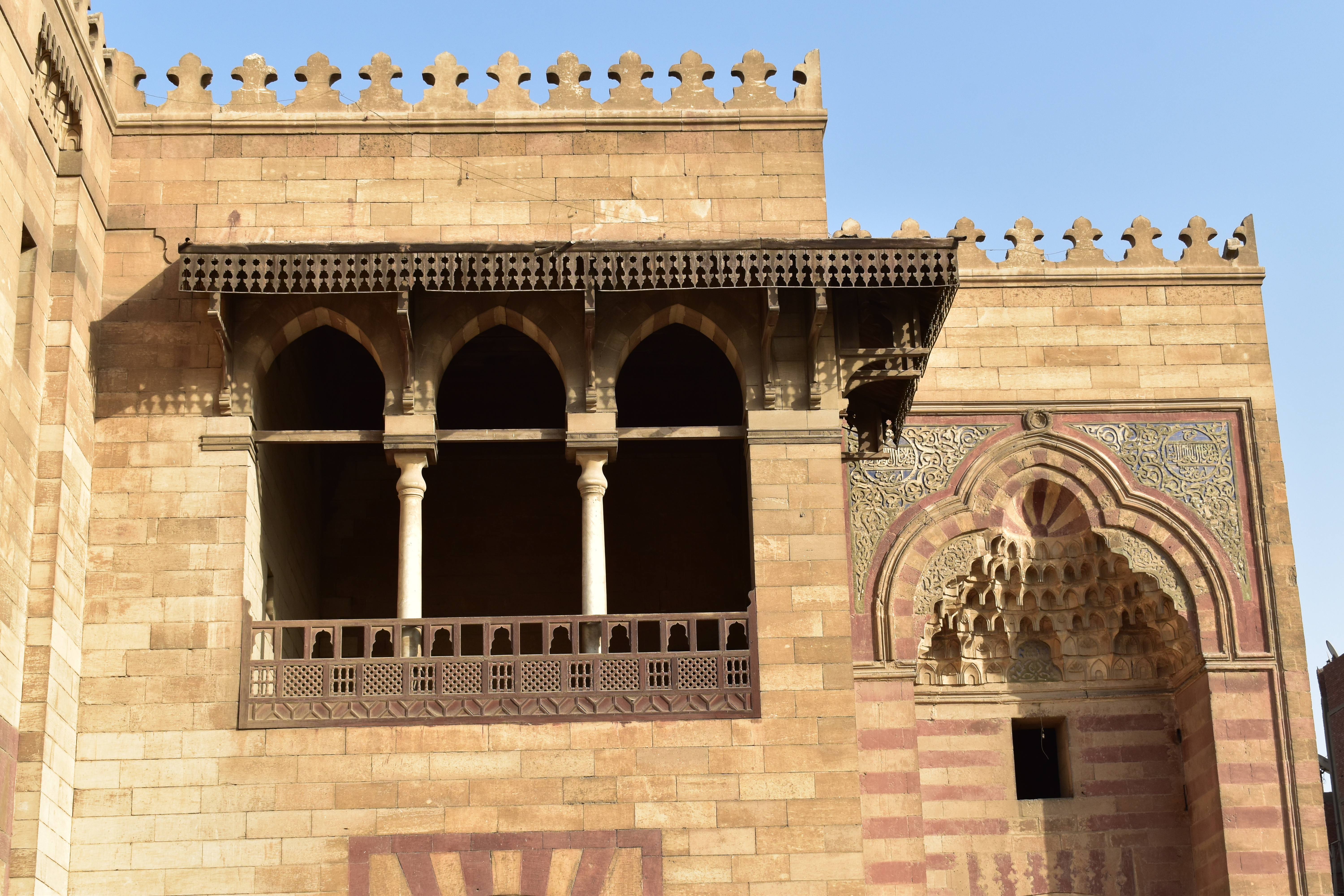
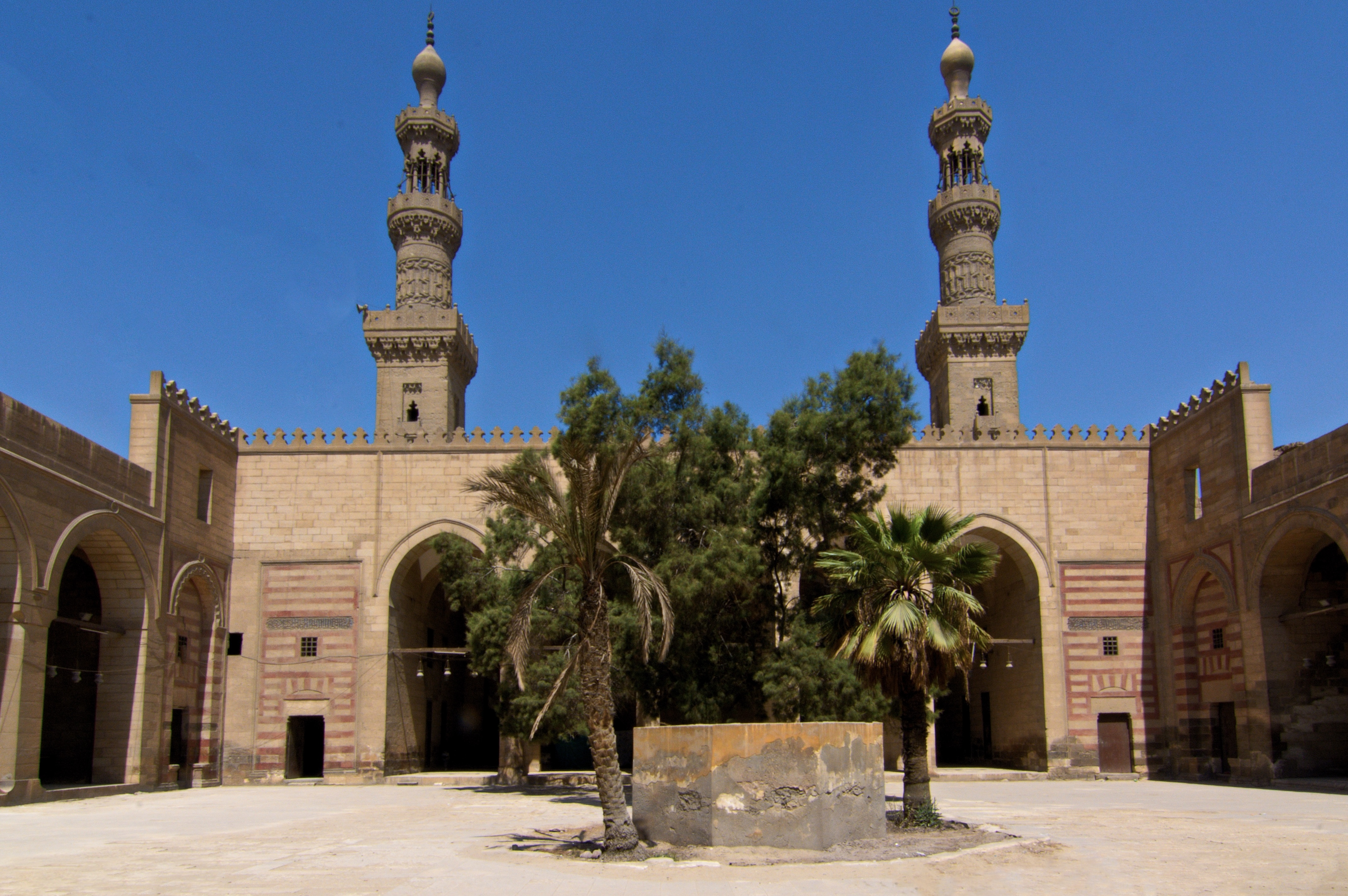
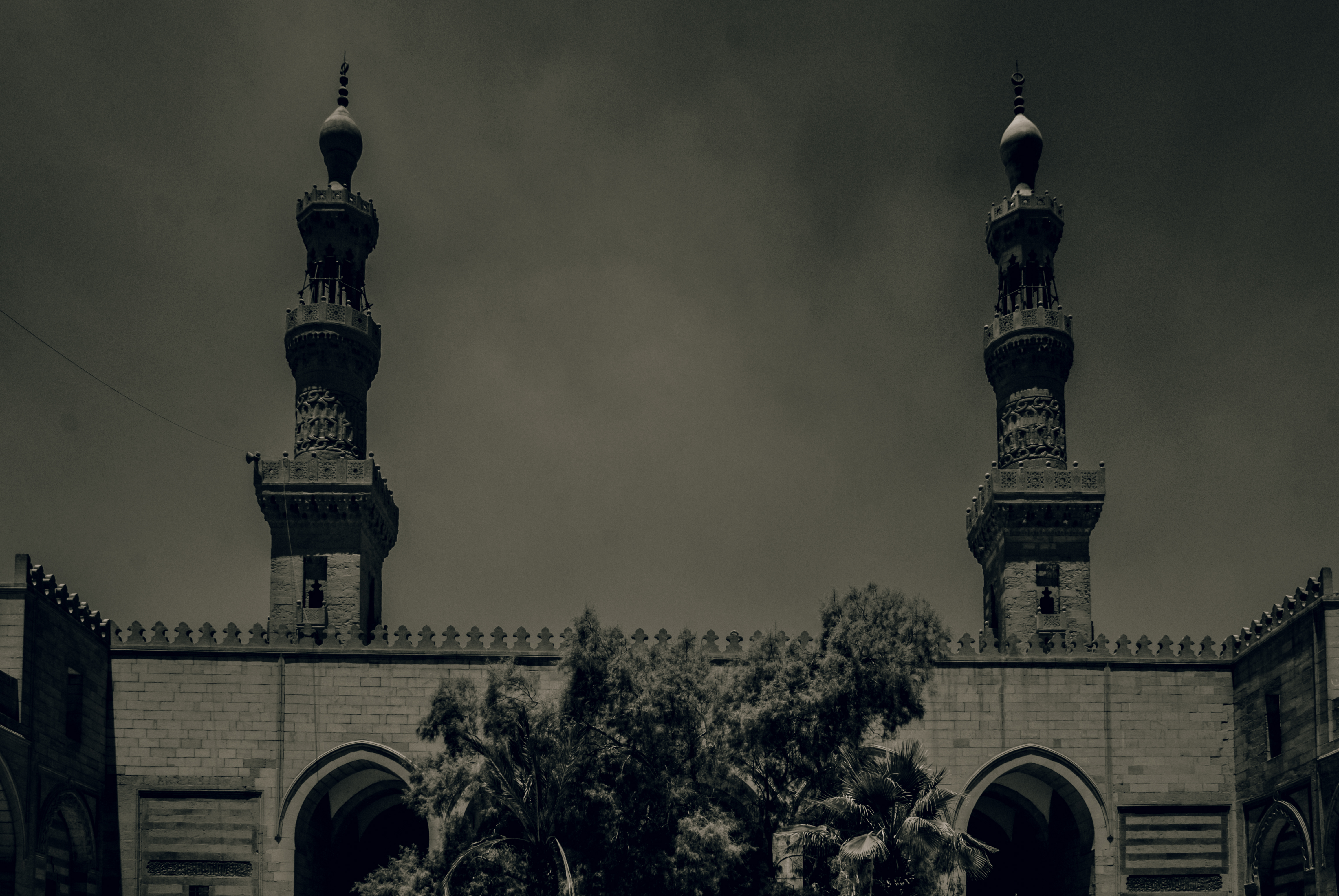
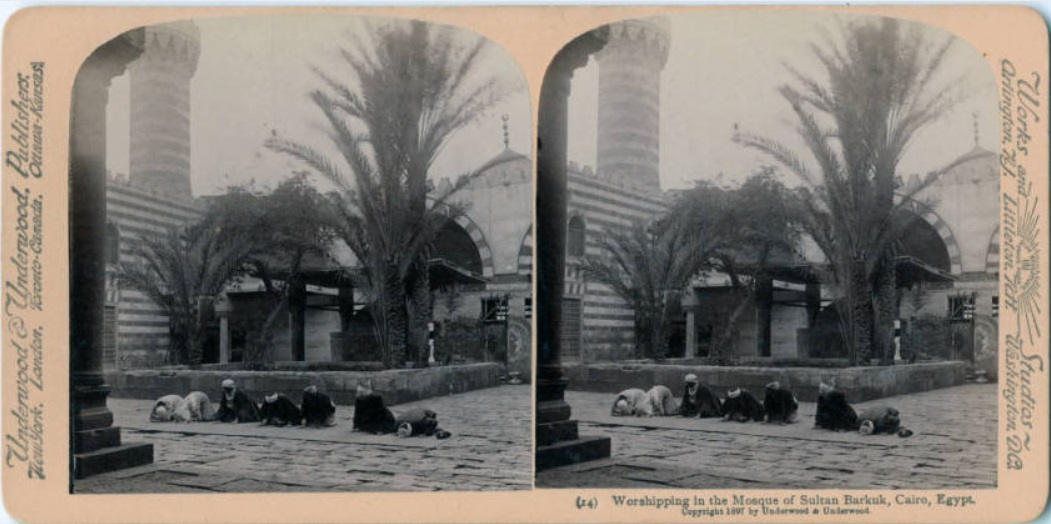
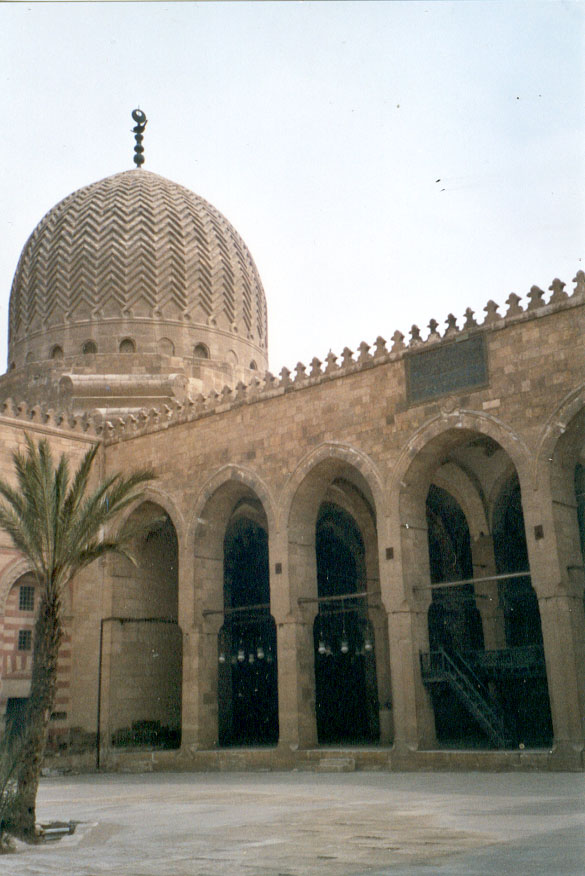
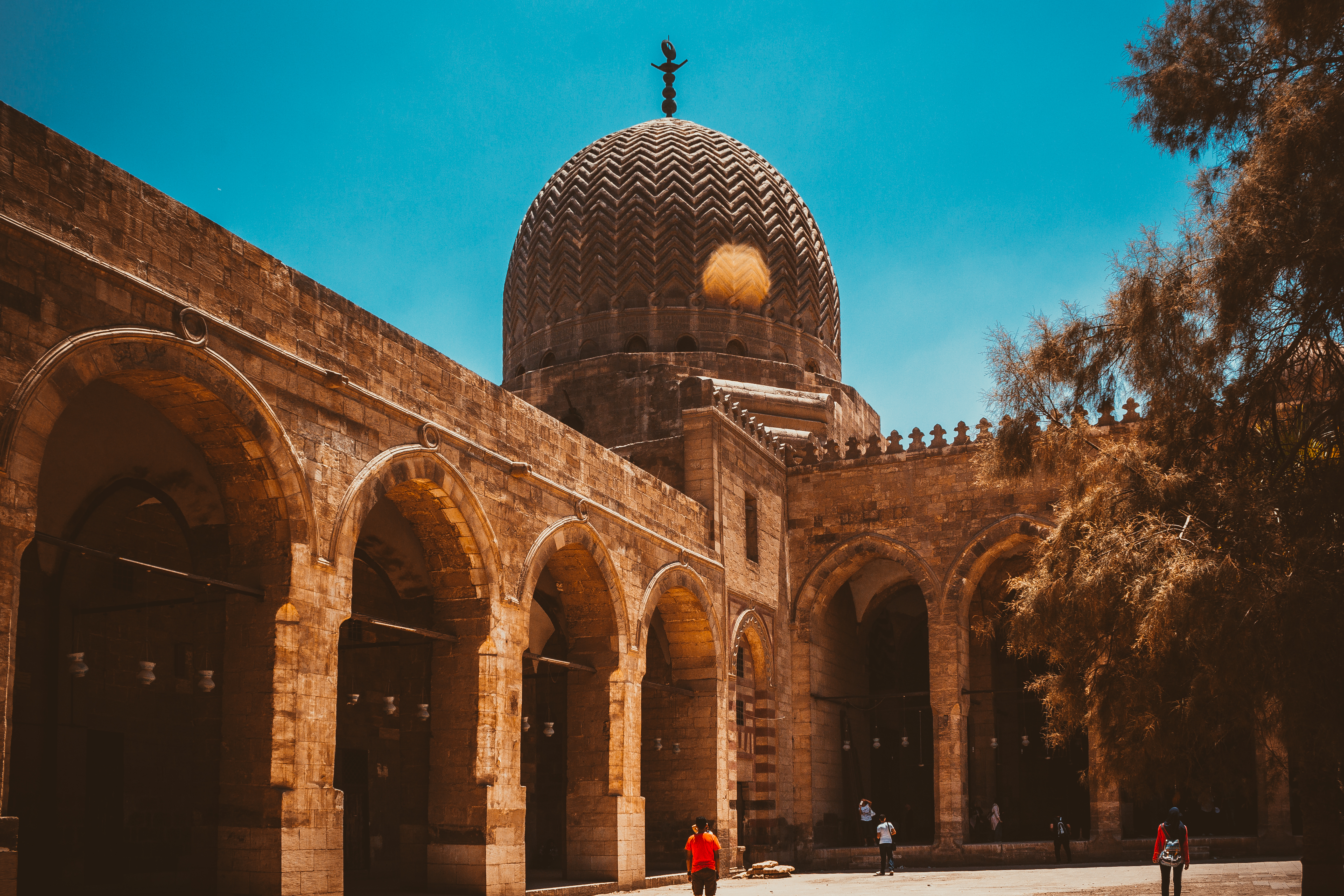
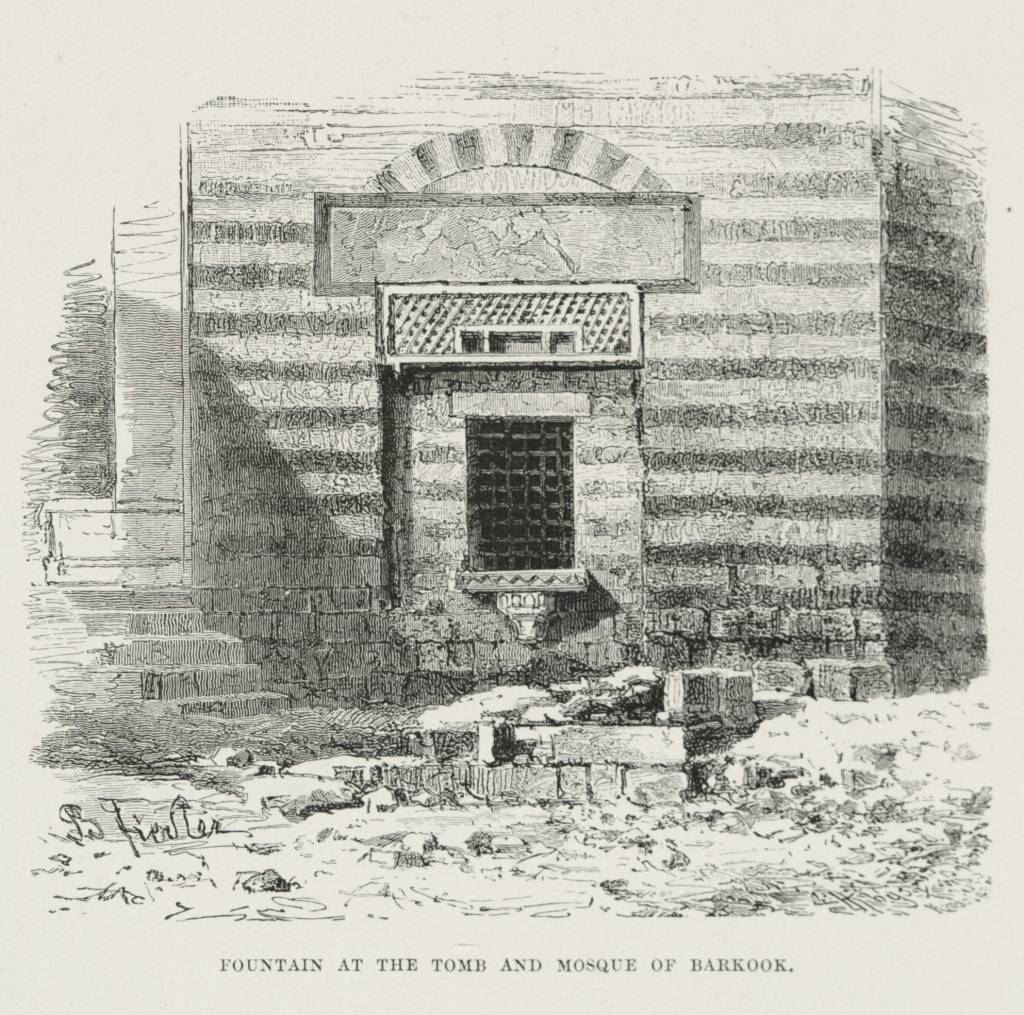
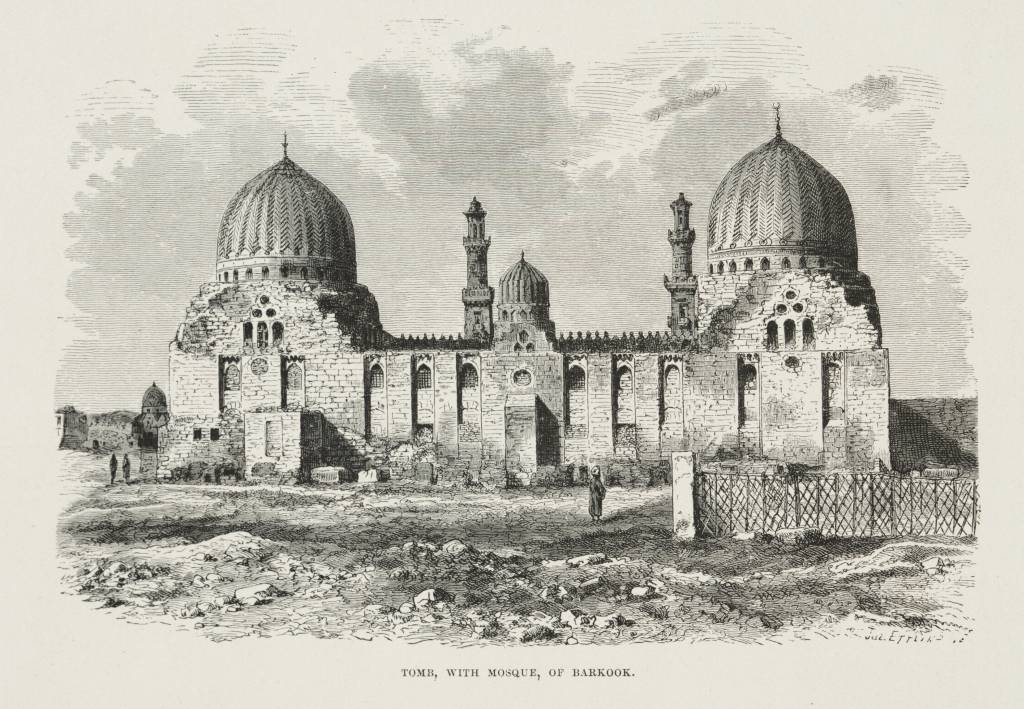
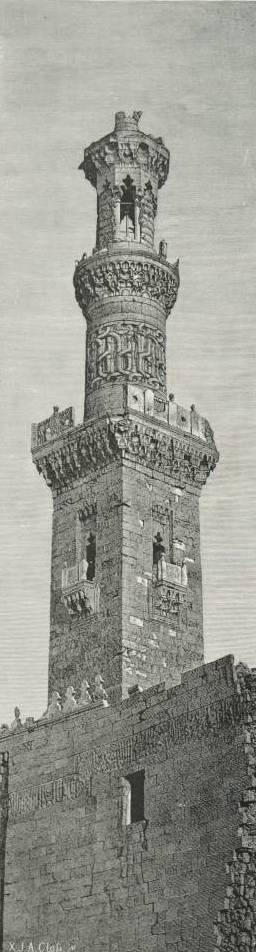
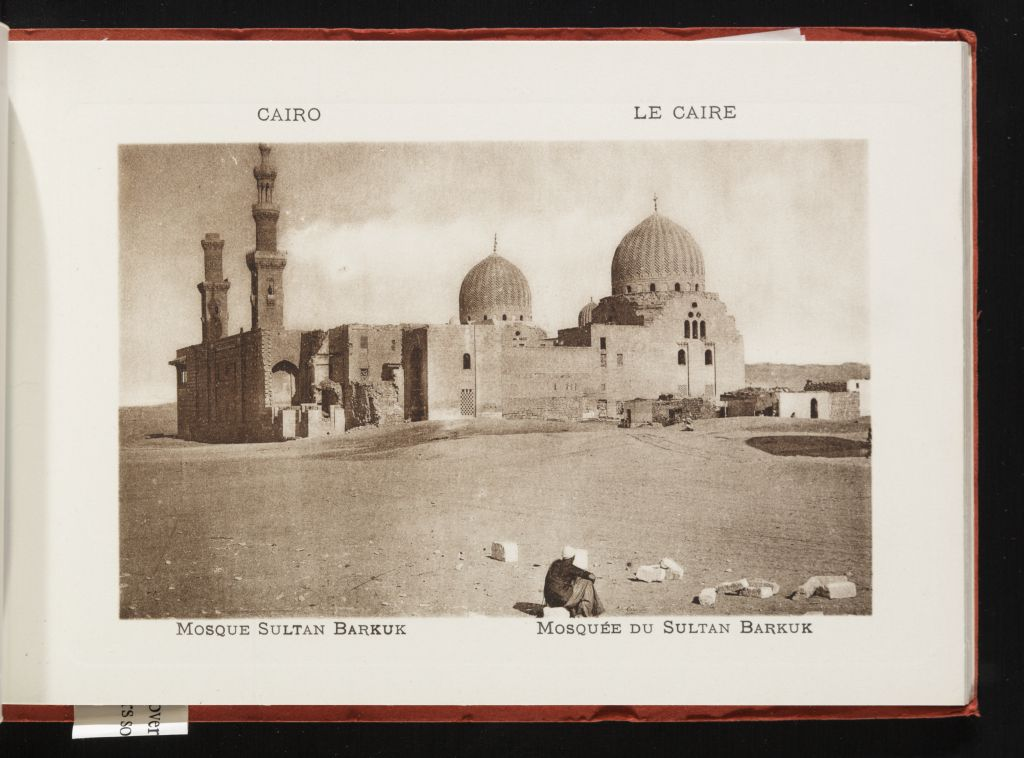
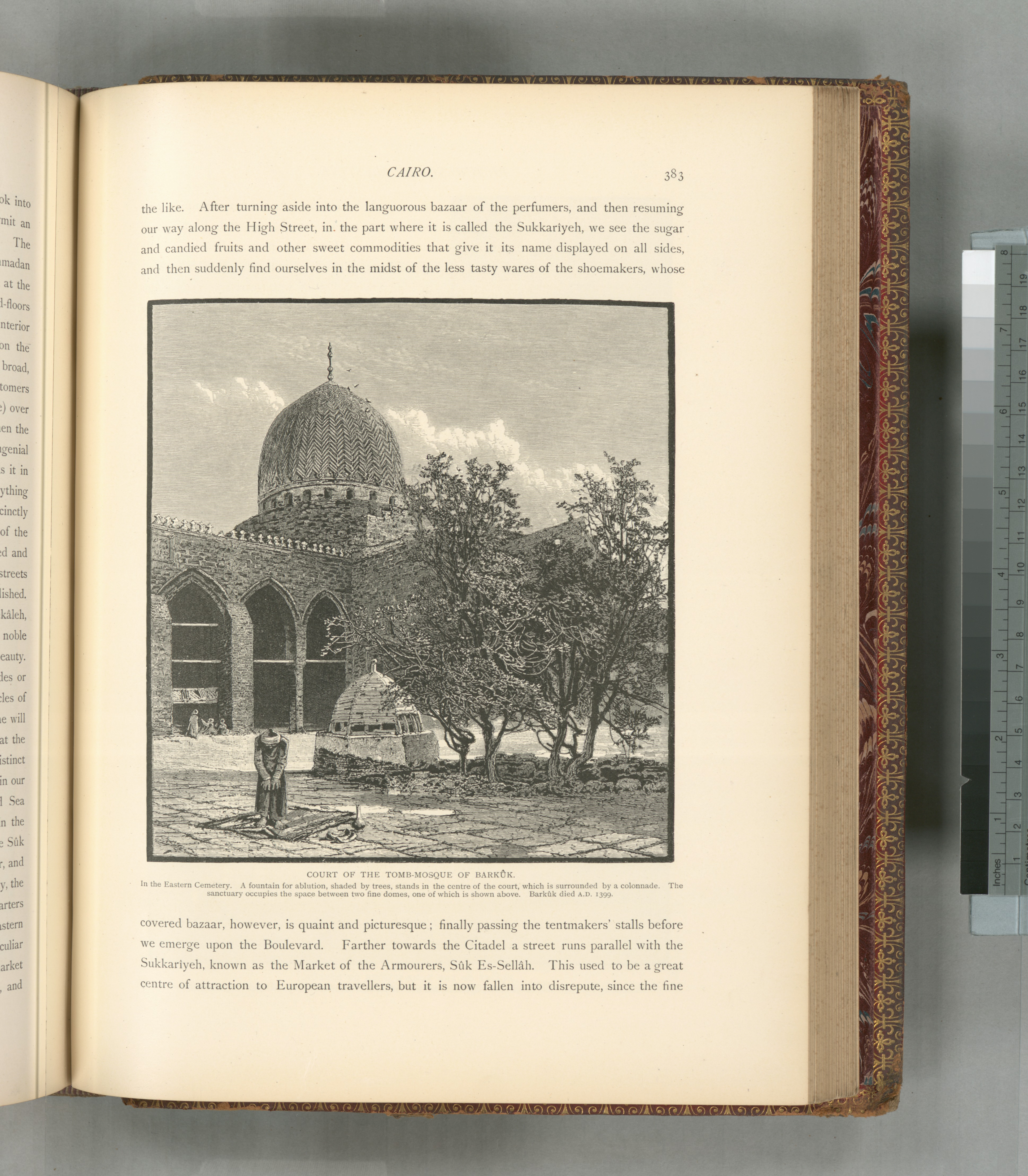